# Двое (фильм, 2010)
«Двое» — российско-украинский телефильм 2010 года режиссёра Анатолия Матешко.

## Сюжет

Алексей берёт Герберта в плен. Кадр из фильма

Великая Отечественная война, зима. Советские партизаны получают задание захватить на глухой лесной дороге немецкий шифровальный аппарат и, если удастся, то и шифровальщика. Во время ожесточённого боя погибают почти все немцы и партизаны. Оставшийся в живых партизан Алексей Бурьян (Андрей Мерзликин) берёт в плен немецкого офицера-шифровальщика Герберта (Маркус Бёкер) с шифровальным аппаратом. Его ожидает нелёгкая миссия — провести пленного многие километры через дикий лес и в назначенное время доставить его к Красному камню, где будут ждать разведчики. Алексей и его связанный пленник отправляются в опасный путь. Их постоянно преследует патруль полевой жандармерии с собакой.

## В ролях
- Андрей Мерзликин — партизан Алексей Бурьян
- Сергей Калантай — фельдфебель Райнер
- Олеся Власова — ефрейтор Ханна (немецкий кинолог)
- Маркус Бёкер (нем. Markus Böker) — офицер-шифровальщик Герберт

## О съемках
Съемки фильма проводились феврале 2010 года в лесу неподалёку от райцентра Коростышев (Житомирская область).
Актёр Андрей Мерзликин для большей реалистичности впервые отпустил себе бороду.
Премьера фильма состоялась в мае накануне 65 годовщины Победы, а 9 мая фильм был показан на канале «Интер».

## Критика
Фильм был номинирован в категории «Лучшая режиссерская работа» фестиваля «Золотая пектораль» 2011 года.
«Пластически фильм „Двое“ решен блистательно: он цветной, но цвет нивелирован так, что изображение выглядит черно-белым, причем отнюдь не благодаря снеговой фактуре, и лишь мгновениями цвет прорывается то капелькой крови на снегу, то сполохом взрыва.»
По словам режиссёра Анатолия Матешко: «Мы попытались создать атмосферу тех лет и поразмышлять вместе с артистами на тему героизма: что такое подвиг, Родина, любовь.». «В фильме „Двое“ у героев общая беда. Там идея того, что даже если вас разъединяют политические разногласия, то в борьбе за выживание можно и самому помочь, и воспользоваться протянутой рукой врага.»
«Складывается ощущение, что в фильме просто нет отрицательных персонажей. Даже немцы у Анатолия Матешко, как говорится, не такие уж фашисты — делятся последней едой, помогают разжечь костёр, даже сигареты прикуривают и, конечно же, всячески отрицают свою причастность к национал-социалистической партии. Общее впечатление о фильме – авторы ратуют за мир во всём мире и за то, что немцы были не такими уж плохими, а партизаны – не такими уж их ненавидящими.»